# La Matanza de Acentejo
La Matanza de Acentejo település Spanyolországban, Santa Cruz de Tenerife tartományban. La Matanza de Acentejo El Sauzal, Candelaria és La Victoria de Acentejo községekkel határos. Lakosainak száma 9160 fő (2024).

## Népesség
A település népessége az elmúlt években az alábbi módon változott:
| Lakosok száma | 7224 | 7587 | 8117 | 8369 | 8806 | 8745 | 8854 | 9061 | 9054 | 9160 |
|               | 2001 | 2004 | 2007 | 2009 | 2012 | 2014 | 2017 | 2019 | 2022 | 2024 |